# Farid El Melali
Farid El Melali (Blida, 5 maggio 1997) è un calciatore algerino, attaccante dell'Angers.

## Caratteristiche tecniche
È un'ala destra.

## Carriera

### Nazionale
Ha giocato nelle nazionali giovanili algerine Under-20 ed Under-23.
Ha esordito con la nazionale maggiore algerina il 18 agosto 2017 in occasione del match valevole per il Campionato delle Nazioni Africane pareggiato 1-1 contro la Libia.

## Statistiche

### Presenze e reti nei club
Statistiche aggiornate al 7 dicembre 2024.
| Stagione          | Squadra           | Campionato        | Campionato | Campionato | Coppe nazionali | Coppe nazionali | Coppe nazionali | Coppe continentali | Coppe continentali | Coppe continentali | Altre coppe | Altre coppe | Altre coppe | Totale | Totale |
| Stagione          | Squadra           | Comp              | Pres       | Reti       | Comp            | Pres            | Reti            | Comp               | Pres               | Reti               | Comp        | Pres        | Reti        | Pres   | Reti   |
| ----------------- | ----------------- | ----------------- | ---------- | ---------- | --------------- | --------------- | --------------- | ------------------ | ------------------ | ------------------ | ----------- | ----------- | ----------- | ------ | ------ |
| 2015-2016         | Paradou AC        | L1                | 0          | 0          | CA              | 2               | 0               | -                  | -                  | -                  | -           | -           | -           | 2      | 0      |
| 2016-2017         | Paradou AC        | L1                | 0          | 0          | CA              | 1               | 0               | -                  | -                  | -                  | -           | -           | -           | 1      | 0      |
| 2017-2018         | Paradou AC        | L1                | 23         | 4          | CA              | -               | -               | -                  | -                  | -                  | -           | -           | -           | 23     | 4      |
| Totale Paradou AC | Totale Paradou AC | Totale Paradou AC | 23         | 4          |                 | 3               | 0               |                    | -                  | -                  |             | -           | -           | 26     | 4      |
| 2018-2019         | Angers            | L1                | 18         | 0          | CF+CdL          | -               | -               | -                  | -                  | -                  | -           | -           | -           | 18     | 0      |
| 2019-2020         | Angers            | L1                | 8          | 3          | CF+CdL          | 2+1             | 2+0             | -                  | -                  | -                  | -           | -           | -           | 11     | 5      |
| 2020-2021         | Angers            | L1                | 17         | 1          | CF              | 3               | 0               | -                  | -                  | -                  | -           | -           | -           | 20     | 1      |
| 2021-gen. 2022    | Angers            | L1                | 2          | 0          | CF              | 1               | 0               | -                  | -                  | -                  | -           | -           | -           | 3      | 0      |
| 2019-2020         | Angers 2          | N2                | 1          | 0          | -               | -               | -               | -                  | -                  | -                  | -           | -           | -           | 1      | 0      |
| 2020-2021         | Angers 2          | N2                | 2          | 0          | -               | -               | -               | -                  | -                  | -                  | -           | -           | -           | 2      | 0      |
| 2021-gen. 2022    | Angers 2          | N2                | 1          | 0          | -               | -               | -               | -                  | -                  | -                  | -           | -           | -           | 1      | 0      |
| gen.-giu. 2022    | Pau               | L2                | 17         | 1          | CF              | -               | -               | -                  | -                  | -                  | -           | -           | -           | 17     | 1      |
| 2022-2023         | Angers 2          | N2                | 1          | 0          | -               | -               | -               | -                  | -                  | -                  | -           | -           | -           | 1      | 0      |
| Totale Angers 2   | Totale Angers 2   | Totale Angers 2   | 5          | 0          |                 | -               | -               |                    | -                  | -                  |             | -           | -           | 5      | 0      |
| 2022-2023         | Angers            | L1                | 17         | 0          | CF              | 1               | 0               | -                  | -                  | -                  | -           | -           | -           | 18     | 0      |
| 2023-2024         | Angers            | L2                | 33         | 8          | CF              | 2               | 0               | -                  | -                  | -                  | -           | -           | -           | 35     | 8      |
| 2024-2025         | Angers            | L1                | 13         | 1          | CF              | -               | -               | -                  | -                  | -                  | -           | -           | -           | 13     | 1      |
| Totale Angers     | Totale Angers     | Totale Angers     | 108        | 13         |                 | 10              | 2               |                    | -                  | -                  |             | -           | -           | 118    | 15     |
| Totale carriera   | Totale carriera   | Totale carriera   | 153        | 18         |                 | 13              | 2               |                    | -                  | -                  |             | -           | -           | 166    | 20     |

### Cronologia presenze e reti in nazionale
| Cronologia completa delle presenze e delle reti in nazionale ― Algeria | Cronologia completa delle presenze e delle reti in nazionale ― Algeria | Cronologia completa delle presenze e delle reti in nazionale ― Algeria | Cronologia completa delle presenze e delle reti in nazionale ― Algeria | Cronologia completa delle presenze e delle reti in nazionale ― Algeria | Cronologia completa delle presenze e delle reti in nazionale ― Algeria | Cronologia completa delle presenze e delle reti in nazionale ― Algeria | Cronologia completa delle presenze e delle reti in nazionale ― Algeria |
| Data                                                                   | Città                                                                  | In casa                                                                | Risultato                                                              | Ospiti                                                                 | Competizione                                                           | Reti                                                                   | Note                                                                   |
| ---------------------------------------------------------------------- | ---------------------------------------------------------------------- | ---------------------------------------------------------------------- | ---------------------------------------------------------------------- | ---------------------------------------------------------------------- | ---------------------------------------------------------------------- | ---------------------------------------------------------------------- | ---------------------------------------------------------------------- |
| 22-3-2018                                                              | Algeri                                                                 | Algeria                                                                | 4 – 1                                                                  | Tanzania                                                               | Amichevole                                                             | -                                                                      | 87’ 90+3’                                                              |
| 27-3-2018                                                              | Graz                                                                   | Iran                                                                   | 2 – 1                                                                  | Algeria                                                                | Amichevole                                                             | -                                                                      | 68’                                                                    |
| Totale                                                                 |                                                                        | Presenze                                                               | 2                                                                      |                                                                        | Reti                                                                   | 0                                                                      |                                                                        |